# ヨハン・ハインリヒ・グラーフ
ヨハン・ハインリヒ・グラーフ（独: Johann Heinrich Graf、1852年8月16日 – 1918年6月17日
）は、スイスの数学者。ベルン大学学長（rector）を勤めスイス国立図書館を支援した。

## 経歴と功績
グラーフは警察官の息子で、1874年にチューリッヒ工科大学を卒業した。ベルンの中等学校で教師として働きつつも、ルートヴィヒ・シュレーフリの監督下で1877年に博士号を獲得した。その後、ベルン大学でアシスタント・プロフェッサーとなり、生涯同大学に残った。1892年に引退したシュレーフリの後を継いだ。
大学の教職と研究に加え、グラーフは数多の管理責任を果たした。ベルン大学の学部長・学長を務め、ベルン自治体の議会に参加し、雑誌 Naturforschende Gesellschaft（「自然科学の雑誌」）の編集長や、国立地理学中央委員会秘書を務め、1895年から1918年まではスイス国立図書館委員会委員となって国立図書館の建設を支援した。
グラーフの数学の作品は、主にベッセル関数について取り扱っている。この分野について、1898, 1900年には2巻の書籍をサロモン・エデュアルト・ギュブラーと共著した。他に幾何学や測地学分野でも論文がある。 